# 王命夫
王命夫（1924年10月11日—1969年7月15日），原名高崇礼；笔名郭敏仁。天津市人，中国当代剧作家。

## 生平
1924年生于直隶省大城县王家口村（今天津市静海区王口镇）。1930年始读私塾。1936年在天津读小学。1937年日本占领天津后失学。1939年考入北平私立平民中学（现北京市第四十一中学）。1942年入河北省立天津师范学校学习，1945年毕业后留校任教，其时开始在校刊发表小说。同年10月参加中国共产党地下外围组织，以“郭敏仁”为笔名在半公开的杂志上发表杂文。
1946年在张家口华北联合大学学习，期间任校文工团创作员，创作独幕剧《饥饿》、《如此教育》，在华北联合大学演出。1948年华北联合大学与北方大学合并为华北大学并迁往正定，原两校文艺学院组成华北大学第三部，任华北大学第三部创作室编剧，创作中型歌剧《大报冤仇》，曾由校文工团在石家庄人民剧场演出。
1949年4月随华北大学迁入北平，同年加入始建的中国作家协会（当时称中华全国文学工作者协会，1953年改现名）。1950年4月，华北大学第三部与国立戏剧专科学校等院系在北京合组中央戏剧学院，继续任职于中央戏剧学院剧本创作室，同年加入中国共产党。此后先后在中央人民政府文化部艺术局剧本创作室、中国戏剧家协会创作委员会任编剧，1956年任中国戏剧家协会理事。
1958年初（一说1957年底）移居青岛，同年创作成名作《敢想敢做的人》。在青岛期间先后任青岛市话剧团（现青岛市话剧院）编剧、青岛市话剧团艺术委员会主任，青岛市文联副主席。1963年创作大型话剧《皆大欢喜》，被誉为其话剧创作的最高成就。
文化大革命爆发后受到迫害，1969年7月15日病逝于青岛。1978年10月27日，青岛市文化局为他平反昭雪，恢复名誉。

## 主要作品

### 话剧
《饥饿》（华北联合大学1946年演出）
《如此教育》（华北联合大学1946年演出）
《时刻警惕着》，载《剧本》1952年
《老煤工》
《爸爸和妈妈》
《把炮弹打上去》，1951年8月，生活读书新知三联书店
《做一个好队员》，1954年6月，中国青年出版社
《如此记者》，1956年5月，通俗读物出版社
《无头苍蝇》，载《剧本》，1957年  
《一口二舌》，载《剧本》，1957年12月号 
《敢想敢做的人》，1959年6月，百花文艺出版社
《三八红旗手》，载《剧本》1960年8-9期合刊   
《皆大欢喜》，载《剧本》1963年第6期

### 电影
《敢想敢做的人》，山东电影制片厂出品，改编自同名话剧，1959年上映

### 歌剧
《大报冤仇》
《报名》，1950年12月，旅大人民出版社

### 评剧
《闹家务》，1955年8月，通俗读物出版社

### 活报剧
《哎呀呀！美国的小月亮》  1959年，《建国十年文学创作选（戏剧）》

### 小说
《何家店》（中篇），1950年1月，天下图书公司
《胡胖子瘦了》（中篇），1957年5月，天津人民出版社
《女徒弟》（短篇）

### 相声
《离婚》

### 文章
王命夫“沿着党的指示前进——参加集体创作“一个老红军”的一点体会”，载《山东文学》1960年

## 代表作
话剧《敢想敢做的人》是王命夫最有影响力的作品。该作品以青岛木器厂技术能手徐成龙的事迹为原本，经过加工创作而成。从1958年9月初开始公演起，到1959年初，青岛市话剧团在青岛、烟台、济南、天津、北京等地先后演出了260多场，场场满座；北京市实验话剧团也演出了一百多场，同样场场满座。 此后三年间，青岛市话剧团组建两个《敢想敢做的人》演出团队，在全国十几个省市演出上千场，包括两度在中南海为国务院中直机关演出，习仲勋、安子文、罗瑞卿、康克清、张鼎丞、谢觉哉、王震等领导人出席观看，时任国务院秘书长的习仲勋并在全聚德烤鸭店宴请了剧组全体演职员。文化部领导周扬、沈雁冰等也观看了演出。此剧还被山东省电影制片厂拍成同名电影，也是该厂拍摄的第一部故事片。 

## 荣誉
儿童剧《做一个好队员》（与陈正共同创作）获《剧本》月刊1954年独幕话剧征稿三等奖。
1960年以代表身份先后出席山东省文教群英会和全国文教群英会。

## 社会任职
1959年起任山东省政协第二、三届常务委员（文学艺术界）。
曾任1963年11月中共青岛市第三次代表大会、1963年12月中共山东省第二次代表大会代表。